# مطار بينكل
مطار بينكل (بالتركية: Bingöl Havalimanı)‏ هو مطار يقع في تشيلتيكسويو، على بعد 20 كم إلى الجنوب الشرقي من مدينة بينكل، في محافظة بينكل التركية. افتتح في يوليو 2013 من قبل رئيس الوزراء رجب طيب أردوغان. تتسع لـ 500 ألف راكب في السنة.

## شركات الطيران
| شركـات طيـران         | الوجهات                 |
| --------------------- | ----------------------- |
| الأناضول جت           | مطار إيسنبوغا الدولي    |
| خطوط بيغاسوس          | مطار صبيحة كوكجن الدولي |
| الخطوط الجوية التركية | مطار إسطنبول الدولي     |